# Nuoto sincronizzato ai Giochi della XXIV Olimpiade
Il nuoto sincronizzato alle Olimpiadi estive 1988 è stato caratterizzato da due eventi: solo e a coppie.

## Podi
| Evento          | Oro                                   | Perform. | Argento                                     | Perform. | Bronzo                               | Perform. |
| Solo (dettagli) | Carolyn Waldo                         | 200,150  | Tracie Ruiz                                 | 197,633  | Mikako Kotani                        | 191,850  |
| Duo (dettagli)  | Canada Michelle Cameron Carolyn Waldo | 197,717  | Stati Uniti Karen Josephson Sarah Josephson | 197,284  | Giappone Mikako Kotani Miyako Tanaka | 190,159  |

## Medagliere
| Posizione | Paese       |   |   |   | Totale |
| --------- | ----------- | - | - | - | ------ |
| 1         | Canada      | 2 | 0 | 0 | 2      |
| 2         | Stati Uniti | 0 | 2 | 0 | 2      |
| 3         | Giappone    | 0 | 0 | 2 | 2      |
| Totale    | Totale      | 2 | 2 | 2 | 6      |